# Ядерная программа Пакистана

Во время конфликтов, которые привели к индо-пакистанской войне 1965 года, Зульфикар Али Бхутто (тогда министр иностранных дел) заявил: 
Если Индия создаст свою атомную бомбу, значит, и нам придётся сделать свою, даже если ради этого нам придётся сидеть на хлебе и воде или вовсе умирать от голода. Бомба есть у христиан, у иудеев, а теперь ещё и у индуистов. Почему бы и мусульманам не обзавестись своей?
Эмбарго, введённые большинством экономических партнёров Пакистана, удалось пережить в том числе благодаря помощи от Саудовской Аравии. В рамках программы поддержки ядерных испытаний в Пакистан бесплатно поступало до 50 000 баррелей нефти в день.

## Хронология
| Дата             | Действие |
| ---------------- | --- |
| январь 1972 года | Старт ядерной программы Пакистана. Премьер-министр Зульфикар Али Бхутто подписал приказ о создании Министерства науки и технологии и расширении деятельности Комиссии по атомной энергии (КАЭ) с целью создания собственной «пакистанской ядерной бомбы». |
| июль 1976 год    | Начало работ над созданием ядерного оружия в научно-исследовательских лабораториях (г. Кахута) под руководством Абдул Кадыр Хана . |
| 1978 год         | Замораживание проекта постройки завода по переработке ядерного топлива (разработка велась совместно с французскими специалистами) |
| начало 1982 года | Завершение строительства завода по обогащению урана (г. Кахута) |
| 1995 год         | Завершение строительства и выведение на полную мощность первого реактора на «тяжёлой воде» на АЭС в районе г. Хушаб (провинция Пенджаб). Возможность получения оружейного плутония.                                                                       |
| 28 мая 1998 года | Испытание на полигоне Чагай от 2 до 6 ядерных взрывных устройств, общее энерговыделение 40-45 кТ |
| 30 мая 1998 года | Испытание на полигоне Чагай ядерного взрывного устройства мощностью 12—18 кТ |